# Casper Seger
Casper Ossian Seger, född 16 september 1999, är en svensk fotbollsspelare som spelar för Eskilsminne IF.

## Karriär
Seger började spela fotboll i Gantofta IF, men gick tidigt över till Fortuna FF. Han gjorde 11 mål på 36 spelade matcher för Fortuna i Division 5 mellan 2014 och 2015.
Som 16-åring gick Seger över till Helsingborgs IF. Under säsongen 2016 spelade han 13 matcher för samarbetsklubben HIF Akademi i Division 2. Seger gjorde sin tävlingsdebut för Helsingborgs IF den 18 februari 2017 i en 3–0-förlust mot IF Brommapojkarna i Svenska cupen, där han blev inbytt i den 70:e minuten mot Alexander Achinioti Jönsson. Seger gjorde sin Superettan-debut den 14 april 2018 i en 5–1-vinst över IK Frej, där han blev inbytt på övertid mot Darijan Bojanić.
Säsongen 2018 var Seger utlånad till Ängelholms FF, där han spelade åtta matcher och gjorde ett mål. I december 2018 värvades han av Eskilsminne IF.

## Karriärstatistik
| Klubb               | Säsong             | Liga                       | Liga    | Liga | Svenska cupen | Svenska cupen | Totalt  | Totalt |
| Klubb               | Säsong             | Division                   | Matcher | Mål  | Matcher       | Mål           | Matcher | Mål    |
| ------------------- | ------------------ | -------------------------- | ------- | ---- | ------------- | ------------- | ------- | ------ |
| Fortuna FF          | 2014               | Division 5                 | 17      | 4    | 0             | 0             | 17      | 4      |
| Fortuna FF          | 2015               | Division 5                 | 19      | 7    | 0             | 0             | 19      | 7      |
| Fortuna FF          | Totalt             | Totalt                     | 36      | 11   | 0             | 0             | 36      | 11     |
| HIF Akademi         | 2016               | Division 2 Västra Götaland | 13      | 0    | 0             | 0             | 13      | 0      |
| Helsingborgs IF     | 2017               | Superettan                 | 0       | 0    | 2             | 0             | 2       | 0      |
| Helsingborgs IF     | 2018               | Superettan                 | 3       | 0    | 1             | 0             | 4       | 0      |
| Helsingborgs IF     | Totalt             | Totalt                     | 3       | 0    | 3             | 0             | 6       | 0      |
| Ängelholms FF (lån) | 2018               | Division 1 Södra           | 8       | 1    | 0             | 0             | 8       | 1      |
| Eskilsminne IF      | 2019               | Division 1 Södra           | 18      | 2    | 4             | 0             | 22      | 2      |
| Eskilsminne IF      | 2020               | Ettan Södra                | 15      | 1    | 3             | 0             | 18      | 1      |
| Eskilsminne IF      | 2021               | Division 2 Västra Götaland | 25      | 4    | 2             | 0             | 27      | 4      |
| Eskilsminne IF      | 2022               | Division 2 Västra Götaland | 3       | 0    | 3             | 0             | 6       | 0      |
| Eskilsminne IF      | Totalt             | Totalt                     | 61      | 7    | 12            | 0             | 73      | 7      |
| Totalt i karriären  | Totalt i karriären | Totalt i karriären         | 121     | 19   | 15            | 0             | 136     | 19     |